# Duttaphrynus microtympanum
Duttaphrynus microtympanum es una especie de anfibio anuro de la familia Bufonidae endémico de los Ghats occidentales, en el estado de Kerala, India.